# Palol de Revardit
Palol de Revardit – gmina w Hiszpanii, w prowincji Girona, w Katalonii, o powierzchni 18,35 km². W 2011 roku gmina liczyła 478 mieszkańców.